# الأنثى والذئاب (فلم)
الأنثى والذئاب هو فيلم دراما مصري من إخراج نيازي مصطفى  وبطولة ميرفت أمين، نور الشريف، عادل أدهم، نوال أبو الفتوح، عايدة كامل ورشوان توفيق، صدر الفيلم في 22 ديسمبر 1975.

## نبذه
تدور أحداث الفيلم في قالب درامي حول سلمى التي تعيش حياة مفككة بعد انفصال والديها وزواج كل منهما بأخر، تستسلم لشفيق الذي يغمرها بحب كاذب ووعود زائفة بالزواج.

## طاقم العمل
- ميرفت أمين بدور سلمى/حنان
- نور الشريف بدور أدهم
- عادل أدهم بدور شفيق
- نوال أبو الفتوح بدور صباح
- عايدة كامل بدور لولا الخياطة
- رشوان توفيق بدور دكتور منير

## وصلات خارجية
- مقالات تستعمل روابط فنية بلا صلة مع ويكي بيانات